# Philippe Douste-Blazy
Pour les articles homonymes, voir Blazy.

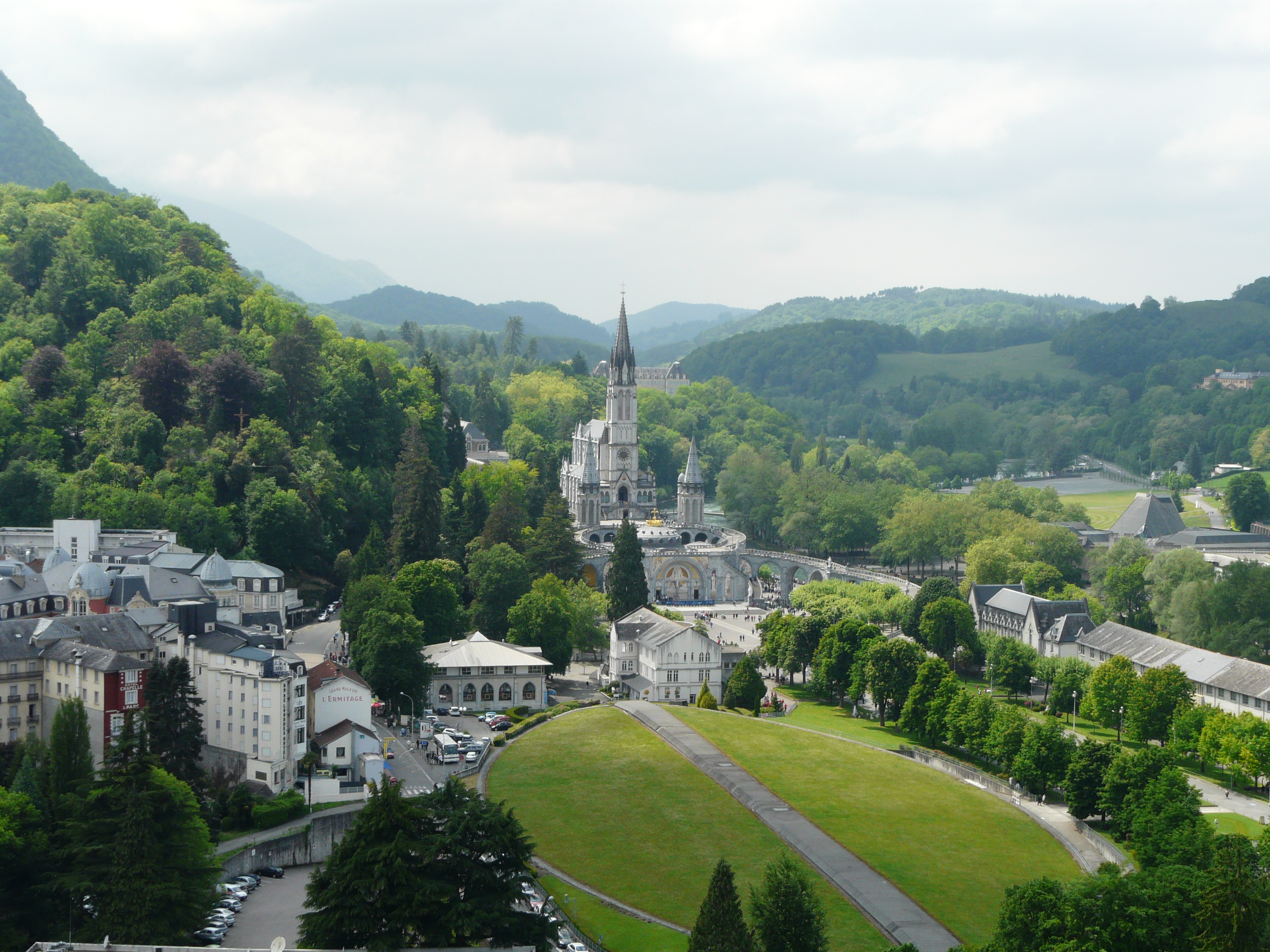

Philippe Douste-Blazy, né le 1er janvier 1953 à Lourdes (Hautes-Pyrénées), est un médecin et un homme politique français.
Membre de l'UDF puis de l'UMP, il est député et maire de Lourdes puis de Toulouse. Plusieurs fois ministre (Culture, Santé, Affaires étrangères), il est, de 2008 à 2017, secrétaire général adjoint des Nations unies et conseiller spécial du secrétaire général des Nations unies, chargé des sources novatrices de financement du développement[pas clair].
Il a fondé les organisations internationales Unitaid et UNITLIFE, organisations rattachées aux Nations-Unies, qui utilisent le microfinancement pour lutter contre les inégalités.

## Biographie

### Jeunesse
Natif de Lourdes, Philippe Douste-Blazy est le fils de Louis Douste-Blazy, professeur de médecine, et de Geneviève Béguère (1924-2018), ancienne dirigeante de la Ciergerie lourdaise et fille d'Antoine Béguère, sénateur-maire de Lourdes et dirigeant du FC Lourdes, lors des « années dorées » de ce club de rugby.
Philippe Douste-Blazy étudie au lycée Pierre-de-Fermat puis suit des études de médecine à Toulouse où il effectue son internat en 1976, et y soutient sa thèse en 1982 concernant  les élévations de cholestérol dans le sang pour laquelle il obtient un prix en 1985. Il exerce ensuite comme cardiologue à Lourdes et à Toulouse, notamment à l'hôpital de Purpan à partir de 1986. Il rejoint alors la Société française de cardiologie. Il devient en 1988 professeur de médecine à la faculté des sciences de Toulouse, en épidémiologie, économie de la santé et prévention.

### Débuts politiques
Il entre en politique en mars 1989 en étant élu maire de Lourdes (Hautes-Pyrénées), soutenu par le joueur de rugby Jean-Pierre Garuet. Sa liste remporte au premier tour 53,81 % des suffrages contre 42 % à celle de François Abadie, élu depuis 1971.
Il est élu député européen, sur la liste « Le Centre pour l'Europe », en juin de la même année. Il siège dès lors au Parti populaire européen.
Cette année est aussi celle de son élection comme directeur national de l'Association de recherche contre les élévations du cholestérol (ARCOL).
Incontesté dans les scrutins locaux jusqu'à son départ de Lourdes, il connaît une ascension rapide : élu député dans la deuxième circonscription des Hautes-Pyrénées fin mars 1993, il abandonne son mandat en mai, à la suite de sa nomination comme ministre délégué à la Santé, fonction qu'il cumule avec celle de porte-parole du gouvernement à partir du 19 janvier 1995. En mars 1994, il est élu au conseil général des Hautes-Pyrénées, devient secrétaire général du CDS en décembre suivant, et est réélu au premier tour des municipales en 1995.
À Lourdes, Philippe Douste-Blazy axe son action sur le tourisme. La RN 21, l'aéroport Tarbes-Ossun-Lourdes et la nouvelle gare SNCF améliorent la desserte de la ville, qui se dote d'un nouvel office du tourisme et de deux accueils pour les malades en remplacement des anciens hospices. Mais la reprise en régie municipale du golf, hérité de l'équipe précédente, et l'acquisition du lac de Lourdes, dont l'aménagement est ensuite suspendu, alourdissent les finances municipales. La chambre régionale des comptes constate en 1997 une augmentation des frais de fonctionnement de la ville, due selon l'opposition au nombre de collaborateurs du cabinet pléthorique et à une politique de communication coûteuse. Les impôts locaux augmentent de 77,8 % entre 1988 et 1994, pour rebaisser à partir de 1998, l'endettement de la ville atteint 206 millions de francs soit 13 885 francs par habitant en 2000, et la taxe de séjour est instaurée. En matière d'emplois, il doit faire face à la fermeture de l'abattoir, et tente sans succès d'attirer deux usines pharmaceutiques.

### Ministre de la Culture
Soutien de Jacques Chirac à l'élection présidentielle de 1995, il est nommé ministre de la Culture le 18 mai après la victoire de ce dernier.
En juin, il est réélu maire de Lourdes, et devient secrétaire général de Force démocrate fin novembre. Il est ensuite membre du bureau politique de l'UDF (1996-1999) et vice-président de l'UDF.
En tant que ministre, il accentue les politiques culturelles en direction des territoires urbains et ruraux défavorisés, en associant les acteurs de l'aménagement du territoire et de l'Éducation nationale.
Le 2 mai 1997 à 18 h 30, il est poignardé dans le dos par Adal Cisti, un déséquilibré d'origine albanaise.

### Député et maire de Toulouse
En juin 1997, la défaite de la droite aux élections législatives anticipées lui fait perdre son portefeuille à la Culture. Il retrouve son siège de député des Hautes-Pyrénées, devenant président du groupe UDF-Alliance à l'Assemblée nationale. Le 23 mars 1999, il est témoin de l'arrêt cardiaque de Michel Crépeau en séance parlementaire des questions au gouvernement et le ranime (Michel Crépeau décédera quelques jours plus tard).
En mars 2001, il laisse la circonscription de Lourdes pour se faire élire dans la première circonscription de la Haute-Garonne. Abandonnant ses mandats de conseiller général et de membre du conseil municipal de Lourdes, il remporte à la même date la mairie de Toulouse, succédant à Guy Hersant, maire par intérim en remplacement de Dominique Baudis, nommé président du CSA. Il préside la communauté d'agglomération du Grand Toulouse de 2001 à 2008.
Après l'explosion de l'usine AZF de Toulouse en septembre 2001, Douste-Blazy réclame un « plan Marshall » pour sa ville lourdement sinistrée. Il obtient du gouvernement Jospin une aide de plus d'1,5 milliard de francs mais déplore son refus de mettre en place certaines mesures qu'il préconisait (prise en charge de 3 mois de loyer et suspension de la taxe d'habitation pour les sinistrés),.
Fin 2001, il s'associe à la candidature de Jacques Chirac pour un second mandat présidentiel. Il organise l'adhésion d'une large frange de l'UDF au nouveau parti fondé lors de la campagne présidentielle et qui deviendra l'UMP, ce qui provoque son exclusion du parti centriste.
Réélu député de la Haute-Garonne le 16 juin 2002, et devenu secrétaire général de l'UMP le même mois lors du congrès du parti, il refuse d'entrer au gouvernement pour conserver la mairie de Toulouse. En 2004, il démissionnera cette fois de son poste de maire de la « Ville rose » pour entrer au gouvernement en tant que ministre de la Santé.
Le 5 mars 2003, il est à l'origine avec Jean Leonetti d'une proposition, non discutée à l'époque, de reconnaître « l'œuvre positive de l'ensemble de nos citoyens qui ont vécu en Algérie pendant la période de présence française », cosignée par 107 autres députés. Des clauses plus étendues sur le même thème réapparaîtront dans les articles 1 à 4 de la loi française du 23 février 2005, soulevant une forte polémique autour de la reconnaissance, imposée à l'école par cet article, des aspects positifs de la colonisation.
Il est aussi maître de conférences à l'université Paris VII - Diderot où il donne chaque année, un cours de santé publique aux élèves de PACES traitant notamment sur la « connaissance de l'état de la population ».

### Ministre de la Santé (2004 - 2005)
Le 31 mars 2004, il est nommé ministre de la Santé et de la Protection sociale, et démissionne de son mandat de maire de Toulouse pour se plier à la règle du non-cumul des mandats, où il est remplacé par Jean-Luc Moudenc. Le 29 novembre suivant, son titre s'élargit en ministre des Solidarités, de la Santé et de la Famille.
Il entame à ce poste la réforme de l'assurance maladie, en prévoyant 10 milliards d'euros d'économies et 5 milliards de recettes supplémentaires en 3 ans, grâce à une franchise de 1 euro par acte médical, la hausse du forfait hospitalier et un élargissement de l'assiette de la CSG.
Cette loi de réforme de l'assurance maladie, dite loi Douste-Blazy a pour but d'améliorer l’accès à la santé de la population française. Cette loi adoptée le 13 août 2004 met en place des mesures concrètes.
Le 5 février 2005, il promet à des psychanalystes lacaniens de retirer un rapport de l'INSERM défavorable à la psychanalyse du site officiel du ministère de la Santé.
À l'issue de son mandat, il est salué pour avoir fait avancer des réformes délicates avec habileté, sans faire descendre dans la rue les personnels hospitaliers, mais reste considéré comme celui par qui la tarification du système hospitalier public est arrivée. Dans le milieu de la santé, certains estiment aussi que la réforme de l'assurance maladie aurait pu être terminée pendant son mandat et non léguée à son successeur, Xavier Bertrand.

### Ministre des Affaires étrangères

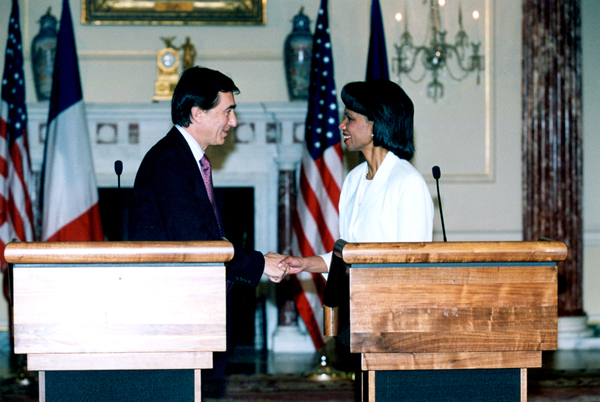
Condoleezza Rice et Philippe Douste-Blazy en 2005.

Préférant le ministère des Affaires étrangères à un ministère des Affaires sociales élargi, il est nommé à la tête du Quai d'Orsay le 2 juin 2005, dans le gouvernement Dominique de Villepin.
Son ministère est marqué par quelques bourdes, par exemple lorsqu'il confond Taïwan et la Thaïlande ou la Croatie et le Kosovo. Par ailleurs, certaines de ses déclarations embarrassent, notamment celle sur le caractère « militaire clandestin » du programme nucléaire iranien, à contre-courant des efforts diplomatiques occidentaux ou celle, en plein conflit israélo-libanais, sur le rôle « stabilisateur » de l'Iran. Son manque de maîtrise des codes diplomatiques et des dossiers, ainsi que son goût pour la communication et l'auto-promotion, irritent les fonctionnaires du Quai d'Orsay.
Comme ministre, il défend une diplomatie humanitaire, développant notamment le fonds Unitaid, financement innovant d'achats de médicaments par une taxe prélevée sur les billets d'avion, initiée par les présidents Chirac et Lula.
Le jour de la passation des pouvoirs à Bernard Kouchner en mai 2007, il annonce renoncer à se présenter aux législatives dans la 1re circonscription de Toulouse.
En juin 2007, il est nommé conseiller, chargé de mission auprès du président de la République.

### Fondateur et Président d'Unitaid
Unitaid a été créée en septembre 2006, lors de l’Assemblée générale de l’Organisation des Nations unies.
Unitaid est une organisation internationale d'achats de médicaments, chargée de centraliser les achats de traitements médicamenteux afin d'obtenir les meilleurs prix possibles, en particulier à destination des pays en voie de développement. Unitaid est financé par une taxe de solidarité sur les billets d'avion, adoptée par certains pays. Cet impôt a été proposé au départ par les présidents français Jacques Chirac et brésilien Luiz Inácio Lula da Silva, sur conseil de Philippe Douste-Blazy. 
Philippe Douste-Blazy en est élu le premier président le 9 octobre 2006.
Il en est président jusqu'en 2016.

### Conseiller spécial du secrétaire général des Nations unies

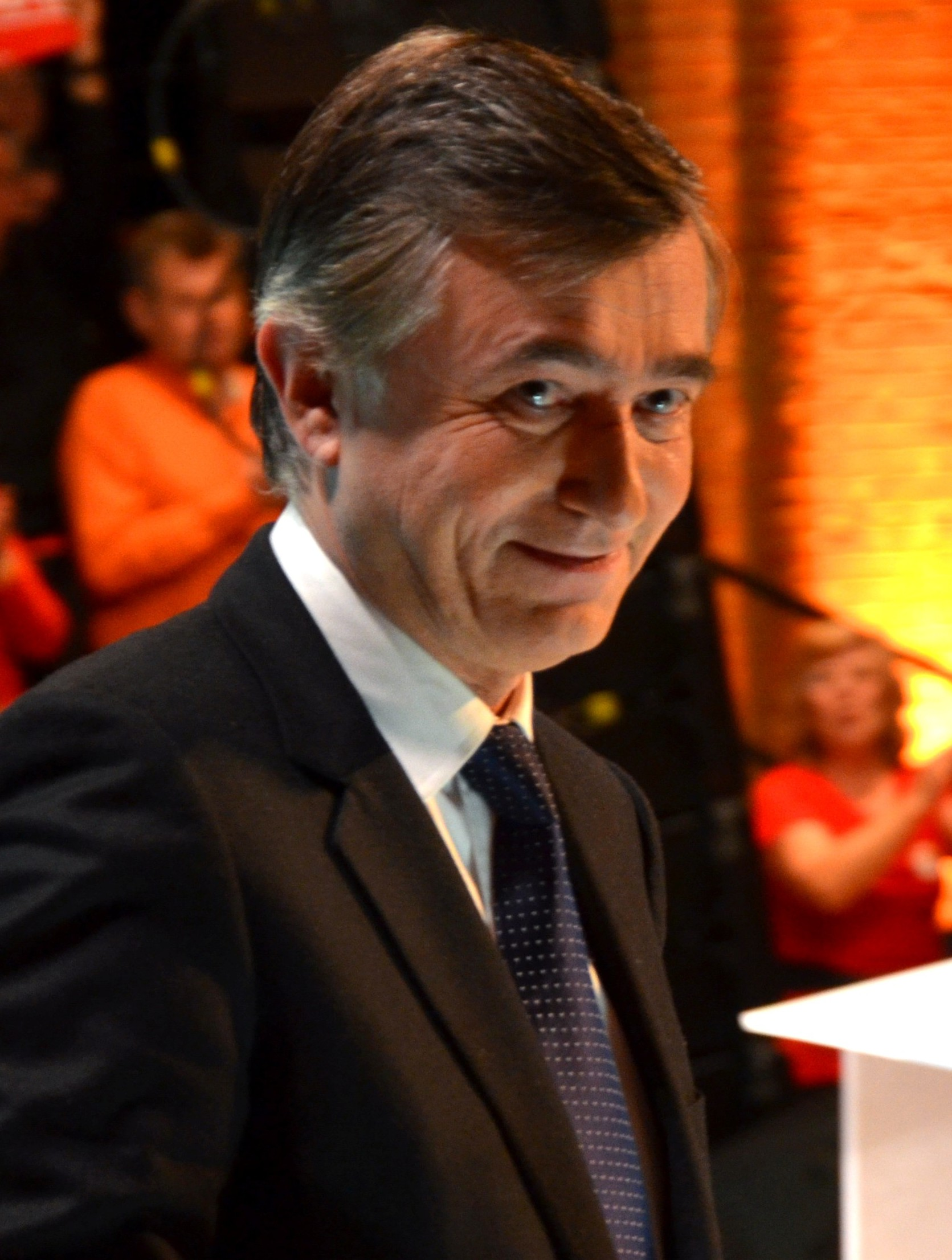
Philippe Douste-Blazy en 2012.

En 2008, il devient professeur des universités – praticien hospitalier (PU-PH), enseignant à la faculté de médecine Paris-Diderot, et rattaché à l'hôpital Lariboisière.
En février 2008, il devient conseiller spécial chargé des sources novatrices de financement du développement, auprès du secrétaire général des Nations unies. Dans ce cadre, il a lancé MassiveGood, un programme humanitaire par lequel les voyageurs peuvent faire de micro-contributions à Unitaid lors d'une réservation d'un billet d'avion ou d'autres moyens de transports sur Internet.
Ce programme, qu'il dirige, se révèle une déception, malgré les contacts établis avec Bill Clinton ou Ban Ki-moon. L'organisation internationale Unitaid qui chapeautait ce programme le stoppe en 2010 devant les coûts supérieurs aux recettes réelles, après que le lancement lui a coûté 22 millions de dollars. Néanmoins, à la suite des résultats positifs obtenus en Espagne avec la campagne « Ninõs Sin Malaria », le logiciel, qui a fait ses preuves, est aujourd'hui au service d'autres organisations internationales qui lèvent des fonds par micro-donations.

### Fondateur et Président d'UNITLIFE
Le 8 janvier 2012, il appelle à un soutien pour François Bayrou, candidat du MoDem pour l'élection présidentielle, via une tribune dans le journal Le Monde dans laquelle il dénonce une droitisation de l'UMP dont il faisait partie.
La même année, il convainc plusieurs chefs d'État africains de donner 10 cents par baril de pétrole vendu pour lutter contre la malnutrition chronique dans le cadre du projet UNITLIFE, qu'il préside.

### Retour en France
Pour l'élection présidentielle de 2017, il soutient Alain Juppé, candidat à la primaire présidentielle des Républicains de 2016, puis Emmanuel Macron.
Depuis janvier 2016, il est professeur à la Medical School de Harvard. Il est candidat à la présidence de l'Organisation mondiale de la santé en 2016, mais sa candidature n'est pas retenue par le conseil exécutif réuni le 25 janvier 2017.
Lors des élections municipales de 2020, il est candidat en deuxième position sur la liste de Danièle Giazzi, maire sortante du 16e arrondissement de Paris, dissidente LR. Celle-ci obtient 3,28 % des suffrages exprimés au premier tour. Il n'est donc pas élu.
Philippe Douste-Blazy apparaît dans le film documentaire français conspirationniste Hold-Up : Retour sur un chaos. Puis finalement, demande à en être retiré.
Membre bénévole du conseil d’administration de l’IHU Méditerranée Infection de Marseille dirigé par Didier Raoult, il apporte avec d'autres médecins, son soutien aux recherches du professeur et demande, le 3 avril 2020, la modification du décret 293 du 26 mars 2020 complété par le décret 337 du 26 mars 2020 pour autoriser l'utilisation du Plaquenil (hydroxychloroquine) pour toutes les formes symptomatiques du Covid-19 et pour le mettre à disposition afin que les médecins de ville puissent le prescrire dans le cadre de l'urgence sanitaire,.
Le Comité d'éthique du CNRS le cite dans un avis paru en septembre 2021 parmi les acteurs ayant participé à une dérive « populiste » de la science, en raison de sa pétition lancée avec Christian Perronne en faveur de cette utilisation de l'hydroxychloroquine, s'inquiétant « que le choix d’un traitement puisse être décidé par l’opinion publique sur la base d’une pétition ou d’un sondage »,. En octobre 2021, il dit regretter d'avoir demandé aux Français de se prononcer sur l'hydroxychloroquine.

## Détail des mandats et fonctions
Mandats électifs
- 25 juillet 1989 - 30 mars 1993 : député européen
- 1989-2000 : maire (UDF) de Lourdes (Hautes-Pyrénées)
- 2 avril 1993 - 1er mai 1993 : député de la deuxième circonscription des Hautes-Pyrénées
- 1994-2001 : conseiller général des Hautes-Pyrénées, élu dans le canton de Lourdes-Est
- 12 juin 1997 - 1er avril 2001 : député de la deuxième circonscription des Hautes-Pyrénées
- 1998-2002 : président du groupe UDF-Alliance à l'Assemblée nationale
- 2 avril 2001 - 30 avril 2004 : député de la première circonscription de la Haute-Garonne
- 2001-2004 : maire (UDF puis UMP) de Toulouse (Haute-Garonne)
- 2001-2008 : président de la communauté d'agglomération du Grand Toulouse

Fonctions ministérielles
- 30 mars 1993 - 19 janvier 1995 : ministre délégué auprès du ministre d'État, ministre des Affaires sociales, de la Santé et de la Ville, chargé de la Santé
- 19 janvier 1995 - 11 mai 1995 : ministre délégué auprès du ministre d'État, ministre des Affaires sociales, de la Santé et de la Ville, chargé de la Santé, porte-parole du gouvernement
- 18 mai 1995 - 2 juin 1997 : ministre de la Culture
- 31 mars 2004 - 29 novembre 2004 : ministre de la Santé et de la Protection sociale
- 29 novembre 2004 - 31 mai 2005 : ministre des Solidarités, de la Santé et de la Famille
- 2 juin 2005 - 15 mai 2007 : ministre des Affaires étrangères

Autres fonctions
- 1996-1999 : membre du bureau politique de l'UDF
- 2002-2004 : secrétaire général de l'UMP
- 2007-2016 : président d'Unitaid[45]
- juin 2007 : chargé de mission auprès du président de la République
- 19 février 2008 : conseiller spécial du secrétaire général des Nations unies, chargé des financements innovants, avec rang de secrétaire général adjoint, titre protocolaire à titre bénévole[46]

## Publications
Directeur de collection aux éditions Plon, il y a édité trois ouvrages :
- Pour sauver nos retraites, éditions Plon, collection Demain, 1998  (ISBN 978-2-259-18958-3)
- Le profit partagé, éd. Plon, collection Demain, 2000  (ISBN 978-2-259-18957-6)
- La ville à bout de souffle, éd. Plon, collection Demain, 2000  (ISBN 978-2-259-19305-4)

Œuvres personnelles (entre autres) :
- Des affaires pas si étrangères, Odile Jacob, 2007  (ISBN 978-2-7381-1960-5)
- La solidarité sauvera le monde, éd. Plon, 2013  (ISBN 978-2-259-22167-2)
- Maladie française, préfacé par le professeur Didier Raoult éd. l'Archipel, 2020  (ISBN 978-2-8098-3985-2)[47],[48]

## Distinctions et décorations

### Décorations officielles
Décorations françaises
- Chevalier de la Légion d'honneur (2010)[49]
- Commandeur de l'ordre des Arts et des Lettres (1995)[50]

Décorations étrangères
- Grand-croix de l'ordre du Mérite du Chili (2006)
- Commandeur de l'ordre d'Isabelle la Catholique (2006)
- Commandeur de l'ordre royal norvégien du Mérite (2014)[51]
- médaille de la République orientale de l'Uruguay[52]

### Prix et distinctions
- Prix Fred-Siguier de la Société française de médecine interne (1985)[53]
- Lauréat de la Société française de cardiologie (1988)
- Co-lauréat avec le président Clinton du prix Galien Pro Bono Humanum (2010)[54]
- Lauréat de la Clinton Global Initiative (2011)[55]

### Prix satirique
- Big Brother Awards (2004)[56]